# Capizzi
Capizzi es una localidad italiana de la provincia de Mesina, región de Sicilia, con 3.451 habitantes.

Ubicación de la ciudad de Capizzi dentro de la provincia de Mesina.

## Evolución demográfica
| Gráfica de evolución demográfica de Capizzi entre 1861 y 2001 |
|                                                               |
| Fuente ISTAT - Elaboración gráfica por parte de Wikipedia     |